# Pietro Zucchetti
Pietro Zucchetti (Brescia, 25 gennaio 1981) è un velista italiano.

## Carriera
Nel 2012 ha partecipato ai Giochi olimpici di Londra nel 470 maschile con Gabrio Zandonà, piazzandosi in quarta posizione, a solo nove punti dalla medaglia di bronzo.

Nel 2016 riesce ad ottenere per la seconda volta la qualificazione ai giochi, questa volta a Rio de Janeiro dove, insieme a Ruggero Tita prende parte al'49er concludendo in quattordicesima piazza